# 聖喬治烏德珀杜雷

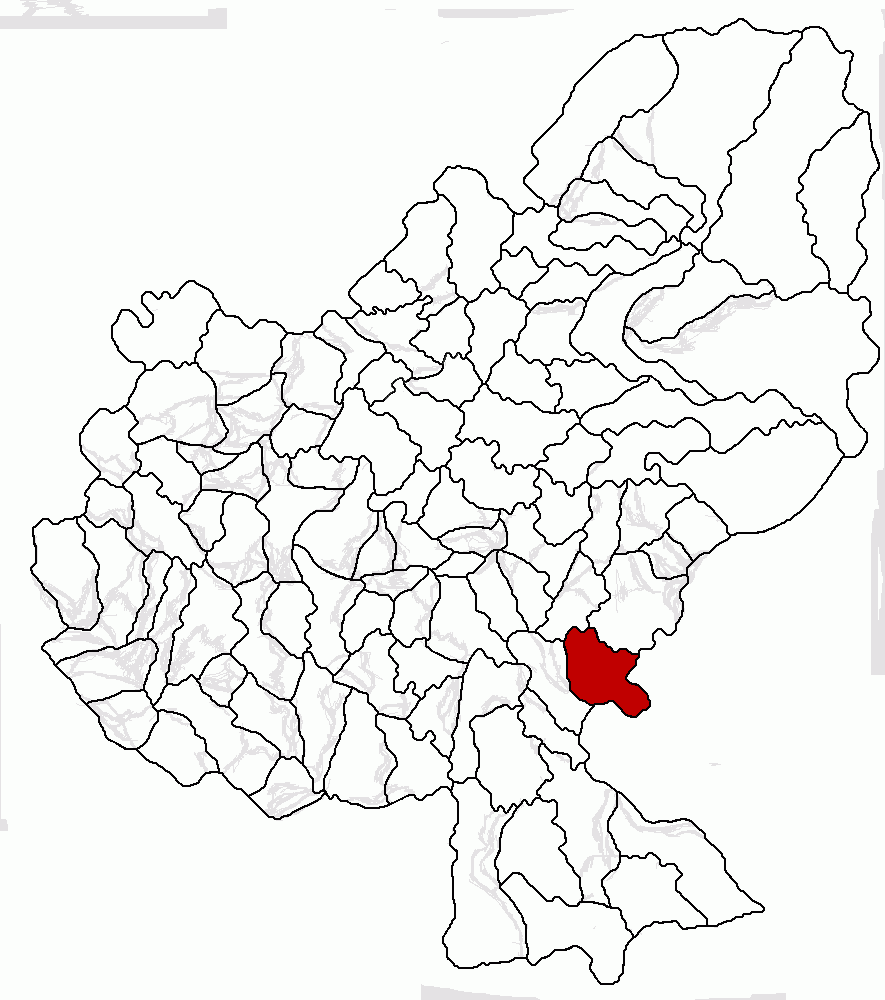

46°25′49″N 24°50′30″E / 46.43028°N 24.84167°E
聖喬治烏德珀杜雷（羅馬尼亞語：Sângeorgiu de Pădure），是羅馬尼亞的城鎮，位於該國中部，由穆列什縣負責管轄，面積71平方公里，海拔高度350米，2011年人口5,166，人口密度每平方公里72人。